# Левико
Левико (итал. Levico Terme) је насеље у Италији у округу Тренто, региону Трентино-Јужни Тирол.
Према процени из 2011. у насељу је живело 6171 становника. Насеље се налази на надморској висини од 523 м.

## Становништво
Према резултатима пописа становништва 2011. у општини је живело 7.515 становника.
| 1931. | 1936. | 1951. | 1961. | 1971. | 1981. | 1991. | 2001. | 2011. |
| ----- | ----- | ----- | ----- | ----- | ----- | ----- | ----- | ----- |
| 6.318 | 5.431 | 5.587 | 5.684 | 5.527 | 5.569 | 5.683 | 6.325 | 7.515 |

## Партнерски градови
- Хаусхам